# Fulvoclysia
Fulvoclysia is een geslacht van vlinders van de familie bladrollers (Tortricidae).

## Soorten
- F. albertii Razowski, 1983
- F. arguta Razowski, 1970
- F. aulica Razowski, 1970
- F. defectana Lederer, 1870
- F. dictyodana Staudinger, 1880
- F. forsteri (Osthelder, 1938)
- F. nerminae Kocak, 1982
- F. pallorana (Lederer, 1864)
- F. proxima Razowski, 1970
- F. rjabovi Kuznetsov, 1976
- F. subdolana (Kennel, 1901)